# Dublin to Detroit
Dublin to Detroit è il sesto album in studio del gruppo musicale irlandese Boyzone, pubblicato nel novembre 2014. Si tratta di un concept album incentrato sulle hit della Motown ed è quindi un disco di cover.

## Tracce
1. What Becomes of the Brokenhearted (Jimmy Ruffin) – 3:15
2. The Tracks of My Tears (The Miracles) – 3:06
3. You Can't Hurry Love (The Supremes) – 2:52
4. This Old Heart of Mine (The Isley Brothers) – 3:58
5. Just My Imagination (The Temptations) – 3:33
6. Higher and Higher (Jackie Wilson) – 3:00
7. I'm Doin' Fine Now (New York City) – 3:13
8. Reach Out I'll Be There (Four Tops) – 3:13
9. The Tears of a Clown (Smokey Robinson & The Miracles) – 3:05
10. Wherever I Lay My Hat (Marvin Gaye) – 3:37
11. What Christmas Means to Me (Stevie Wonder) – 2:38